# 15954 Divjotbedi
A 15954 Divjotbedi (ideiglenes jelöléssel (15954) 1998 BG11) a Naprendszer kisbolygóövében található aszteroida. A LINEAR projekt keretében fedezték fel 1998. január 23-án.